# La Baume-de-Transit
La Baume-de-Transit es una comuna francesa situada en el departamento de Drôme, en la región de Auvernia-Ródano-Alpes.

## Demografía
| 340 | 358 | 405 | 513 | 614 | 742 | 926 |
| Para los censos de 1962 a 1999 la población legal corresponde a la población sin duplicidades (Fuente: INSEE [Consultar]) |     |     |     |     |     |     |